# Cassitèrides
Les Cassitèrides eren unes illes antigues de localització imprecisa, un territori desconegut ja visitat abans al Neolític final, i després pels fenicis, els grecs i els romans. S'hi explotava l'estany i el nom prové de la paraula grega d'aquest metall: κασσίτερος (cassiteros).

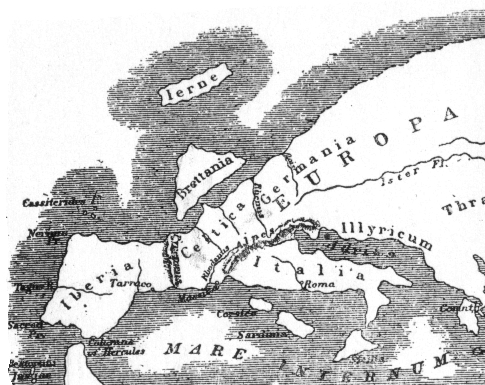
Las Cassitèrides al mapa d'Estrabó

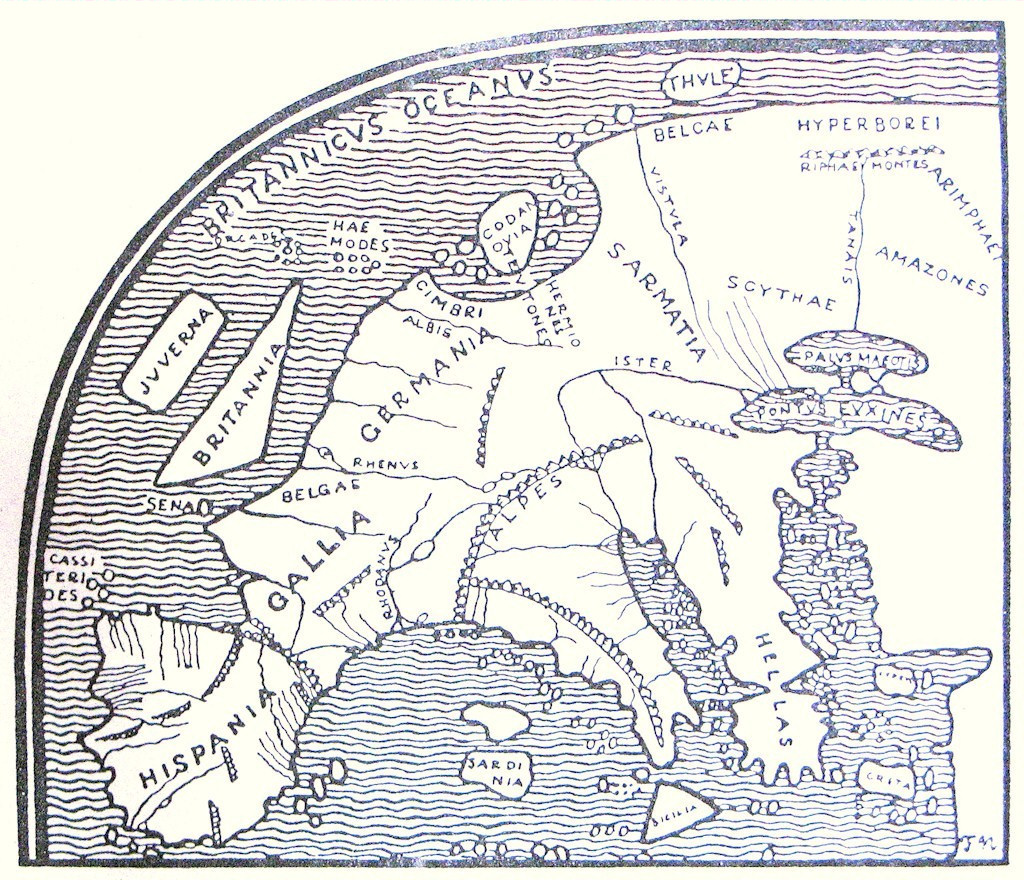
i al mapa de Pomponi Mela

Per als grecs eren en algun lloc enllà de Columnes d'Hèrcules (Gibraltar) una zona poc coneguda per ells. Hi ha poca informació concreta sobre la situació geogràfica i molta llegenda. El primer esment escrit conservat prové d'Heròdot quan parla sobre els límits d'Europa: «ni sé que hi hagi unes illes Cassitèrides, d'on ens arriba l'estany. […] malgrat les meves investigacions, no he pogut sentit mai de ningú que hagi vist amb els seus ulls que existeixi una mar als confins d'Europa. Sigui com sigui, el cert és que l'estany i l'ambre ens arriben de la fi extrem de la terra.»
Les teories modernes van situar les «illes de l'estany», entre d'altres, a les illes Scilly, Cornualla, les illes britàniques, un lloc de Bretanya, entre la boca del Loire i la península de Kiberen (Quiberon), la costa atlàntica de la península ibèrica, tot i les Açores. En la indústria metal·lúrgica des de l'edat de bronze, l'estany era crucial, i això va quedar també a l'edat de ferro, on econòmicament era més important que l'or i doncs una mena de El Dorado més o menys mític per a l'estany en l'imaginari col·lectiu és força probable, ja que al «món conegut» (el mediterrani), no hi havia cap jaciment d'estany documentat. El que és segur és que en tots els endrets mencionats, hi havia estany explotable amb els mitjans tècnics de l'antiguitat. Si, i en l'afirmativa com i per quina ruta marítima van arribar al mediterrani és menys segur: aleshores la navegació es feia a curta distància d'una estació comercial a l'altre. Hi havia molts intermediaris com que cada navegant només feia el tram ben conegut en una mar hostil. Cada lloc de transbord podria ser vist com a «cassitèrid». També és possible que la denominació va canviar, quan a l'època romana l'explotació de l'estany a la costa atlàntica de la península ibèrica va fer el viatge cap a un lloc de les illes britàniques econòmicament menys rendible.